# Звезда на Волф-Райе
Звезда на Волф-Райе е клас звезди, които се характеризират с много висока температура (25 000 — 50 000 K) и светимост. Това са масивни звезди (над 20 слънчеви маси), които много бързо губят от своята маса, образувайки силен слънчев вятър със скорост до 2000 km/s. Докато нашето Слънце губи по 10-14 слънчеви маси годишно, една звезда на Волф-Райе губи по 10-5 слънчеви маси, или един милиард пъти повече.